# AMD Bobcat
Bobcat （山貓）是由AMD設計的低功耗系統晶片微架构，其基於x86-64架構，並採用BGA封裝。它主要用於UMPC或小型電腦中，定位與Intel Atom相同，於2011年1月推出。它擁有一個核心，核心頻率是1GHz。核心集成了128K L1 Cache和256K L2 Cache。HyperTransport技術方面採用1.0版本，頻率是800 MHz。與AMD自家的桌面處理器一樣，Bobcat會內建系統記憶體控制器，規格是單通道DDR2-400。處理器TDP大約是8W，比Atom的2.5W-4W大。但由於晶片組比較先進，所以平台整體的功耗與Intel方案相差不大。 晶片定位方面，取代Geode於嵌入式市場的定位。
有關Bobcat處理器的計劃於2007年的台北國際電腦展覽會中首次披露，目標是UMPC市場。 由於沒有後續消息，有人認為該計劃已被取消。但AMD更換CEO後，新任的CEO－Dirk Meyer重申計劃存在，公司亦會在2008年11月公佈更詳細的資料。
另外，在2008年9月，AMD推出了Ultra-Value Clinet方案。此計劃將K8核心重新打造，有單核心和雙核心形號，用作對抗VIA Nano和Intel Atom。AMD稱利用740G晶片組，可以提供更好的多媒體體驗。
2011年1月，AMD正式發布了Bobcat架構APU，其屬於AMD Fusion系列，產品定位於TDP 18W以下的 AMD APU 處理器產品中。此APU目標市場為上網本、超便攜式筆記型電腦和嵌入式市場等低功耗市場。
2013年，AMD發布了Bobcat架構的下一代Jaguar架構。

## 其他連結
- AMD Fusion
- Intel Atom
- VIA Isaiah
- APX 2500